# Săptămână

Heptograma săptămânii, pentru zilele de săptămână sau planetă

Săptămâna este o unitate de timp mai lungă decât o zi și mai scurtă decât o lună. În majoritatea calendarelor, inclusiv cel gregorian, săptămâna are 7 zile.
Săptămâna este, în cele mai multe culturi, o perioadă de șapte zile consecutive. După tradițiile creștine, evreiești, și musulmane săptămâna începe cu ziua de duminică. La fel și în Statele Unite ale Americii.
În cele mai multe state Europene, săptămâna începe, după lista de standarde ISO 8601, cu luni ca prima zi a săptămânii.

## Originea
Rezumarea celor șapte zile într-o săptămână, rezultă din perioada unei luni, care este perioada unei faze ale lunii. Denumirea zilelor săptămânii au originea în Egiptul Antic și Babilon, unde fiecare zi era dedicată unui Zeu.

## Zilele săptămânii
- Luni
- Marți
- Miercuri
- Joi
- Vineri
- Sâmbătă
- Duminică

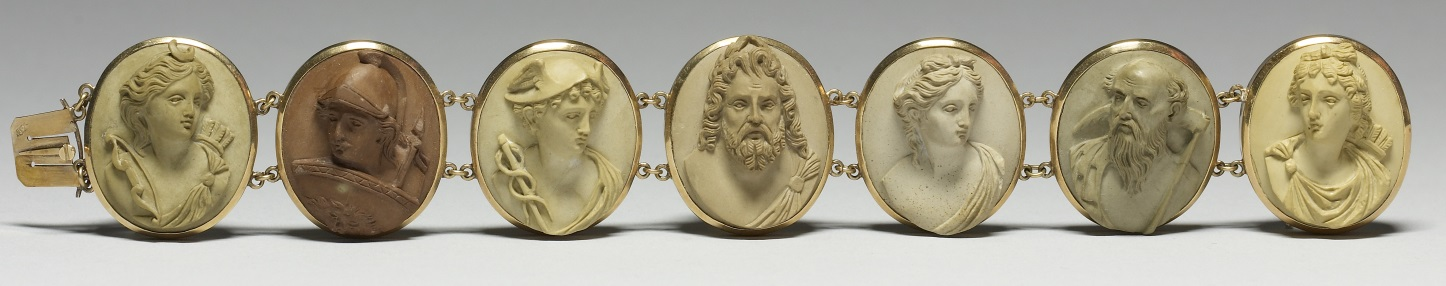
Brățară italiană de secol XIX cu patronii zilelor săptămânii: Diana pentru luni, Marte pentru marți, Mercur pentru miercuri, Jupiter pentru joi, Venus pentru vineri, Saturn pentru sâmbătă, și Apolo ca soarele pentru duminică.

Sâmbătă, respectiv sâmbătă seara (amurg) și duminică, adeseori se numesc „weekendul” (prescurtat WE, în eng., WeekEnd) și sunt zilele odihnirii și recreației. În această situație celelalte cinci zile sunt cunoscute ca fiind zile lucrătoare.
Zilele săptămânii în limba română provin din limba latină, unde fiecare zi era numită după o zeitate:
- Luni - Lunae dies („Ziua Lunii”)
- Marți - Marte
- Miercuri - Mercur
- Joi - Jupiter
- Vineri - Venus
- Sâmbătă - Saturn
- Duminică - Dies Dominicus („Ziua Domnului”)

## Istoria săptămânii
Cea mai veche evidență despre săptămâna de șapte zile se găsește în Vechiul Testament, în raportul creațiunii din cartea Genezei, prima carte din Biblie, cu mult înainte de apariția poporului evreu. 
În Egiptul Antic nu existau săptămâni în sensul de cicluri de șapte zile, ci se foloseau cicluri de 10 zile, astfel încât un an era compus din 12 luni, fiecare având 30 de zile, plus 5 zile deosebite, de sărbătoare. Un sistem de împărțire a anului similar cu cel folosit în Egiptul antic a fost folosit și în Franța între 1793 și 1805, fiind propus de Gaspard Monge și adoptat de republicanii plini de zel pentru schimbări revoluționare.
În timpul Romei Antice era folosit un ciclu de opt zile, odată la opt zile existând o "zi de piață" - adică acea zi în care agricultorii își aduceau marfa în piețele din orașele romane.
Alte experimente cu privire la un ciclu cronologic care să înlocuiască săptămâna s-au făcut în Uniunea Sovietică între 1929 și 1939. S-au folosit cicluri de cinci zile și de șase zile.
Potrivit tradiției iudaice ultima zi a săptămânii este Șabatul - ceea ce corespunde sâmbetei, celelalte zile ale săptămânii nepurtând nume la evrei, ci fiind definite prin succesiunea lor față de Șabat (a întâia, a doua,..., a șasea, care mai e numită și ziua pregătirii). Preluând ordinea zilelor săptămânii de la evrei, grecii creștini au până și astăzi duminica drept prima zi a săptămânii, duminica fiind desemnată de "ziua Domnului" - ziua în care, potrivit credinței creștine, a înviat Isus -, iar lunea este nunmită "deutera", adică ziua a doua.
Dacă Șabatul, ultima zi a săptămânii, era ziua de odihnă, mai târziu, în Europa care a ajuns să fie dominată de religia creștină, ziua de odihnă a devenit duminica - „ziua Domnului" -, care a ajuns apoi să fie și socotită impropriu ca ultima zi a săptămânii. Din moment ce Iisus a înviat în prima zi a săptămânii iar toată creștinătatea serbează Învierea Duminică, nu Luni, este clar că Duminica este numărată artificial ca fiind ultima zi a săptămânii, ea fiind prima, fără echivoc.
În țările dominate de religia islamică ziua de odihnă săptămânală este vinerea.